# Camp Clinton
Pour les articles homonymes, voir Clinton.

Le camp Clinton était un camp de prisonniers de guerre de la Seconde Guerre mondiale situé dans le Mississippi, à Clinton, à une douzaine de kilomètres à l'ouest de Jackson, capitale et principale ville de cet état du sud des États-Unis. Le camp abritait 3 000 prisonniers de guerre allemands, dont la plupart avaient été capturés en Afrique du Nord, appartenant à l'Afrika Korps. Il fonctionna de 1943 à mars 1946.
Les prisonniers du camp Clinton fournirent de la main-d'œuvre pour construire à proximité le modèle du bassin du fleuve Mississippi (en), une réplique miniature d'un 1,8 km2 du fleuve Mississippi (situé une cinquantaine de kilomètres à l'ouest) et de ses affluents, que l'United States Army Corps of Engineers utilisa pour planifier des projets de lutte contre les inondations, .
Le camp Clinton était l'un des quatre grands camps de prisonniers du Mississippi avec le Camp McCain (7700 prisonniers) près de Grenada, le camp Como (3800) dans le northern Delta et camp Shelby (5400) près d'Hattiesburg Mais il était le seul à accueillir des militaires de haut rang. Ainsi 25 généraux et amiraux allemands ont été internés au camp Clinton, dont le commandant de l'Afrika Korps Hans-Jürgen von Arnim,, les généraux de la Wehrmacht Ferdinand Neuling, Willibald Borowietz (qui s'y suicida), Botho Henning Elster ainsi que Dietrich von Choltitz, dernier gouverneur militaire allemand de Paris, qui s'était rendu aux soldats de la France libre.